# 科廷 (澳大利亞國會選區)
科廷選區（英語：Division of Curtin）是澳大利亞西澳大利亞州的下議院選區，位於州府珀斯西北郊區、天鵝河以北。面積104平方公里。
選區始於1949年。選區名紀念第十四任總理約翰·科廷。本區是自由黨的安全選區。1998年至2019年當區的議員是茱莉·畢曉普，2019年至2022年當區的議員是斯莉亞·夏蒙德，2022年起當區的議員是凱特·程利。

## 歷任議員
| 议员 | 议员          | 政党       | 任期            |
| ---- | ------------- | ---------- | --------------- |
|      | 保羅·哈斯勒克 | 自由党     | 1949年–1969年   |
|      | 維克托·加蘭   | 自由党     | 1969年–1981年   |
|      | 艾倫·羅徹     | 自由党     | 1981年–1996年   |
|      | 艾倫·羅徹     | 独立候选人 | 1996年 - 1998年 |
|      | 茱莉·畢曉普   | 自由党     | 1998年 - 2019年 |
|      | 斯莉亞·夏蒙德 | 自由党     | 2019年 - 2022年 |
|      | 凱特·程利     | 獨立       | 2022年至今      |